# Murat Ismailovič Nasyrov
Murat Ismailovič Nasyrov (in russo Мурат Исмаилович Насыров?; Almaty, 13 dicembre 1969 – Mosca, 20 gennaio 2007) è stato un cantante russo.
Di origini uigure, ha cominciato la carriera musicale negli anni novanta cimentandosi nel genere pop. L'ultimo suo album pubblicato conteneva invece canzoni etniche e folk totalmente scritte da lui.
Il 20 gennaio del 2007 si è tolto la vita all'età
di 37 anni buttandosi dal balcone della propria abitazione a Mosca.

## Discografia

### Singoli
- Šag... (1995)
- Poslednaja zima (2006)

### Album in studio
- Kto-to prostit (1997)
- Moja istorija (1998)
- Vsë ėto bylo ne co mnoj (2000)
- Razbudi menja (2002)
- Kaldim Yalguz — Ostalcja odin (2004)
- 2006 (2006)

### Raccolte
- Zolotaja kollekcja (2000)
- Remiksy (2010)